# Joachim Rumohr

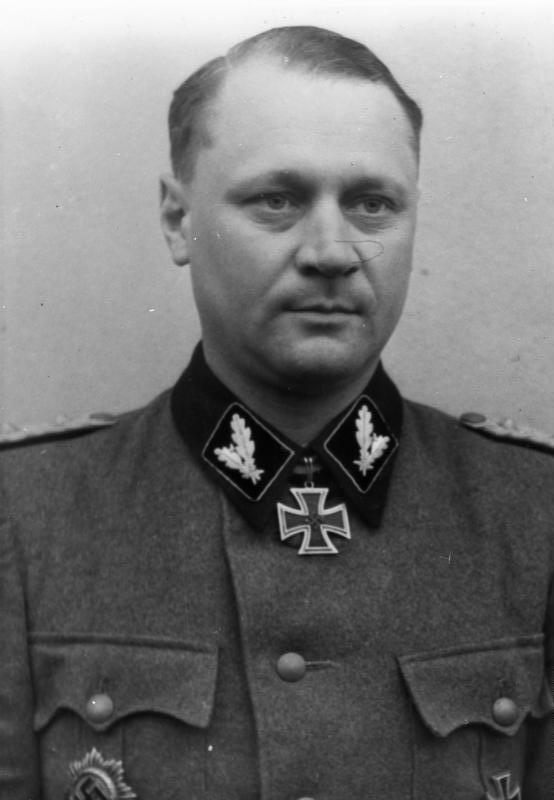
Joachim Rumohr, hier im Rang eines SS-Oberführers 1944

Joachim (Jochim) Rumohr (* 6. August 1910 in Hamburg; † 11. Februar 1945 in Budapest) war ein deutscher SS-Brigadeführer und Generalmajor der Waffen-SS.

## Werdegang

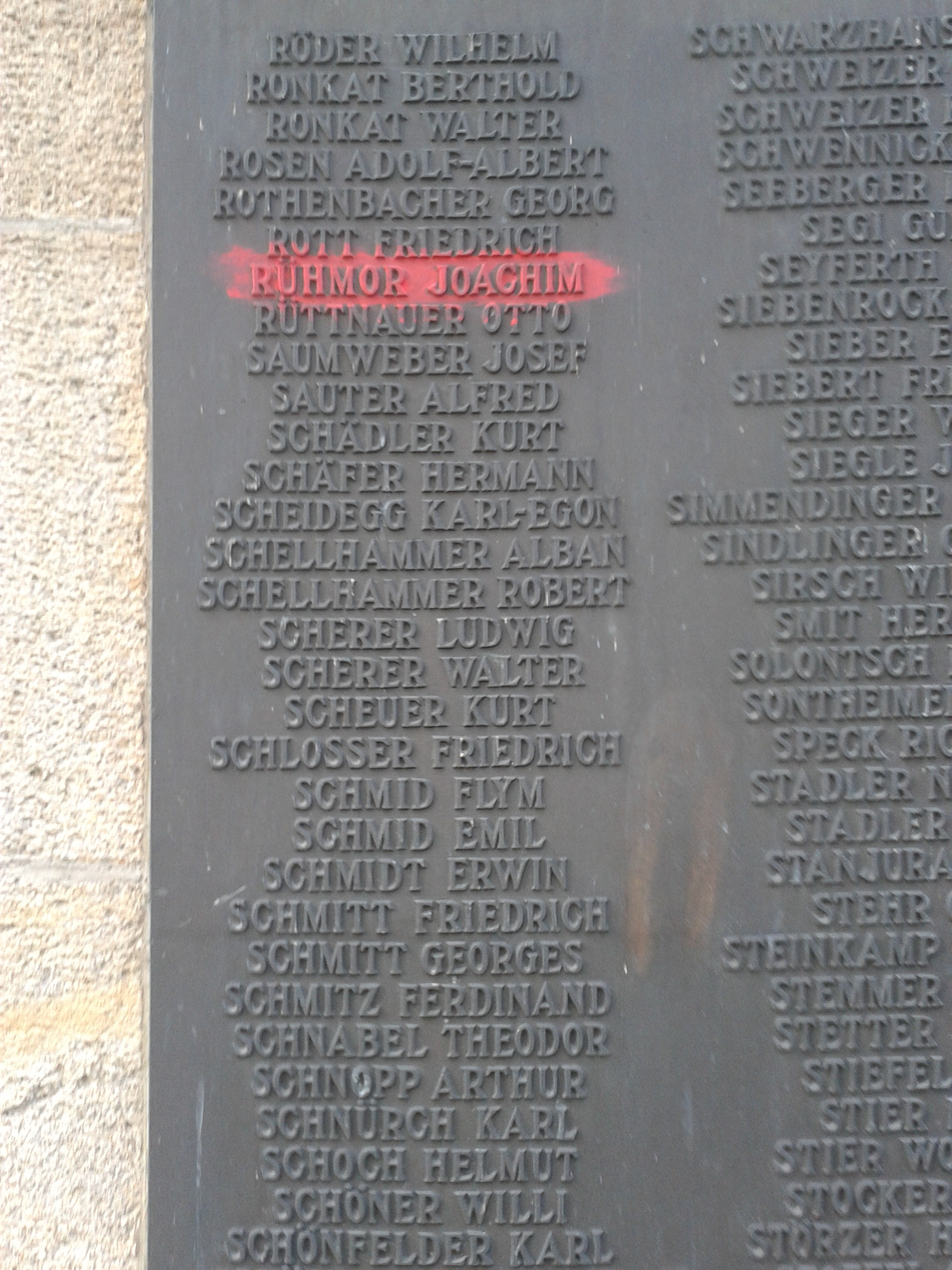
Namenstafel am Kriegerdenkmal von Radolfzell, mit dem durch Farbe hervorgehobenen Namen „Joachim Rühmor“ (recte: Rumohr)

Rumohr trat zum 1. April 1930 der NSDAP bei (Mitgliedsnummer 216.161) und schloss sich auch der SS an (SS-Nummer 7.450). Er war ab November 1935 Angehöriger der SS-Standarte „Germania“, wurde mit deren III. Bataillon (9.–12. Kompanie) am 31. Juli 1937 nach Radolfzell verlegt und führte dort ab Mai 1938 die 12. Kompanie. Mit dieser Einheit war er auch am Überfall auf Polen und mit der SS-Verfügungsdivision am Westfeldzug beteiligt. Ab Anfang Januar 1941 wurde er Kommandeur der II. / SS-Artillerie-Regiment „Das Reich“ und war mit dieser Einheit ab April 1941 am Balkanfeldzug beteiligt. Anschließend nahm er am Krieg gegen die Sowjetunion teil und wurde am 1. Juni 1942 Kommandeur des SS-Artillerie-Regiments der 8. SS-Kavallerie-Division „Florian Geyer“.
Aufgrund seines Einsatzes bei den Kämpfen am mittleren Dnepr im Herbst 1943 und bei der Abwehrschlacht bei Krementschug-Kirowograd im darauffolgenden Winter wurde er am 16. Januar 1944 mit dem Ritterkreuz des Eisernen Kreuzes ausgezeichnet. Er übernahm ab 1. April 1944 die 8. SS-Kavallerie-Division „Florian Geyer“, die ab November 1944 bei der Schlacht um Budapest eingesetzt war. Anfang Februar 1945 wurde Rumohr mit dem Eichenlaub zum Ritterkreuz ausgezeichnet. Er wurde am 11. Februar 1945 bei einem Ausbruchsversuch aus Budapest verwundet und erschoss sich vor seiner Gefangennahme durch die Rote Armee. Das Kriegerdenkmal in Radolfzell führt und zählt Rumohr, der in Radolfzell verheiratet war und dessen Kinder dort zur Welt kamen, seit 1958 namentlich zu den gefallenen „Söhnen der Stadt Radolfzell“ und Kriegs-„Opfern“ 1939–1945, was erst in jüngster Zeit problematisiert und kritisiert wurde.

## Dienstgrade
- November 1933: SS-Untersturmführer
- November 1935: SS-Obersturmführer
- November 1938: SS-Hauptsturmführer
- Juni 1941: SS-Sturmbannführer
- November 1942: SS-Obersturmbannführer
- April 1944: SS-Standartenführer
- November 1944: SS-Oberführer
- Januar 1945: SS-Brigadeführer und Generalmajor der Waffen-SS

## Auszeichnungen
- Eisernes Kreuz (1939) II. und I. Klasse im November 1939 bzw. August 1940
- Verwundetenabzeichen (1939) in Silber
- Allgemeines Sturmabzeichen
- Deutsches Kreuz in Gold am 23. Februar 1943[5]
- Ritterkreuz des Eisernen Kreuzes mit Eichenlaub[5]
  - Ritterkreuz am 16. Januar 1944
  - Eichenlaub am 1. Februar 1945 (721. Verleihung)
- Totenkopfring der SS
- Ehrendegen des Reichsführers SS